# خانه مذهب باشی
منزل مذهب باشی مربوط به دوره قاجار است و در شیراز، محله شاهچراغ، کوچه خانقاه توانگر واقع شده و این اثر در تاریخ ۲۰ آبان ۱۳۷۷ با شمارهٔ ثبت ۲۱۵۲ به‌عنوان یکی از آثار ملی ایران به ثبت رسیده است.